# Каляна, Клара Романовна
Клара Романовна Каляна (01.03.1941 — 16.01.1985) — охотник колхоза «Возрождение» Иультинского района Чукотского национального округа Магаданской области РСФСР. Герой Социалистического Труда.

## Биография
Родилась в 1941 году в стойбище Эпран (ныне не существует) в Иультинском районе Чукотского национального округа.
Чукчанка по национальности.
Дочь охотника, который с детства обучал её охотиться.
С 1957 года начала самостоятельно заниматься охотничьим промыслом, благодаря тщательной подготовке и правильной организации труда (подкормка песцов в местах их обитания в период размножения, чередование приманки из мяса нерпы и дичи, тщательная чистка капканов и их натирание землёй для устранения запахов, установка до 40-50 капканов за время одной охоты, оставление собачьей упряжки на удалении от мест установки капканов и уничтожение оставленных собаками следов) добивалась высоких результатов.
Была принята в колхоз «Возрождение» на должность охотника. Участвуя в летней охоте на морского зверя, освоила также профессию моториста вельбота, .
В 1959 году за сезон добыла 12 моржей и 78 песцов, в следующем году к 20 февраля досрочно выполнила годовой план по добыче пушнины, а всего за первый квартал 1960 года добыла 32 песца.
Указом Президиума Верховного Совета СССР от 7 марта 1960 года за выдающиеся достижения в труде и особо плодотворную общественную деятельность удостоена звания Героя Социалистического Труда.
Являлась делегатом XIV съезда ВЛКСМ (1962 года). Входила в состав Иультинского райкома КПСС, Чукотского окружного комитета КПСС. 
Избиралась депутатом Магаданского областного, Чукотского окружного и Иультинского районного Советов народных депутатов, председателем исполкома Конергинского сельского Совета народных депутатов.
В последние годы работала швеёй пошивочной мастерской колхоза «Возрождение».
Умерла 16 января 1985 года.
В коллекции Магаданского областного краеведческого музея находится портрет Героя Социалистического Труда комсомолки Клары Каляна из серии «Маяки Магаданской области».